# 谷元道之
谷元 道之（たにもと みちゆき、1845年（弘化2年5月） - 1910年（明治43年）2月21日）は、幕末の薩摩藩士・外交官・海軍主計官・実業家。東京馬車鉄道創立者。衆議院議員。元の名は、谷元兵右衛門。

## 経歴
薩摩藩士。
文久2年（1862年）の寺田屋騒動で、薩摩藩尊皇派の一人として島津久光が派遣した鎮撫使に捕らえられる。鹿児島で謹慎を命じられたが、文久3年（1863年）の薩英戦争で軍功を示し、許された。大山巌とともに江川塾で砲術を学ぶ。
元治元年（1864年）7月18日、薩摩藩士谷村孫七と共に慶應義塾に入り、卒業。1867年春、米国に帰国するオランダ改革派教会の宣教師・サミュエル・ブラウンに同行して渡米、ブラウンの母校モンソン・アカデミーのほか、先に留学していた薩摩藩士ら（薩摩藩第一次英国留学生、薩摩藩第二次米国留学生）が逗留していたトマス・レイク・ハリスの新興宗教コロニーにもしばらく滞在し、1868年（明治元年）秋に帰国。同年、戊辰戦争に従軍。
1869年（明治2年）、外務省が発足するに当たり、外務権大丞となり、ロシアの南進を阻止するために「樺太死守」を唱え、丸山作楽と共に樺太出張の任を受ける。当時の外務省の構成は、長官である外務卿が公家出身の澤宣嘉、次官の大輔を薩摩藩の寺島宗則が占め、大丞が町田久成、丸山作楽、権大丞に谷元道之が任命されていた。寺島と町田は谷元と同じ元薩摩藩留学生である。1870年（明治3年）、正六位に叙した。
この先駆的な北進論の運動は、豊津藩士・川本永頼が政府の態度に憤激して自刃する事態にまで発展したが、結局運動は成功せず、のちに樺太出張の任を解かれ、かわって開拓次官で慎重論者の黒田清隆が樺太出張を命ぜられ、全権をもってこの問題を処理することになる。
同1872年（明治5年）、太政官より留学を命ぜられて渡米、次いで兵部省付に転じた。1873年（明治6年）、川村純義の欧米視察に、随従した後、同年末に帰国し、海軍に出仕し、1881年（明治14年）に依願退職するまで在職した。主計中監となり、叙正六位勲四等を受ける。海軍大権書記官で退官した。他、竹下弥平の慶應義塾入塾を斡旋した。
1880年（明治13年）、東京馬車鉄道の発起人となり、のち東京株式取引所頭取。京橋国民銀行相談役。1890年（明治23年）7月、第1回衆議院議員総選挙に東京府第2区から出馬し当選。衆議院議員を一期務めた。その他、芝区会議員、東京府会議員などを歴任。
1910年（明治43年）2月18日に脳溢血で昏睡状態となり、2月21日に死去。